# Puzanovia virgata
Puzanovia virgata es una especie de pez de la familia de los Zoarcidae en el orden de los perciformes.

## Morfología
Los machos pueden llegar a alcanzar los 27,9 cm de longitud total.

## Hábitat
Es un pez de mar y de clima polar que vive entre 480-600 m de profundidad.

## Distribución geográfica
Se encuentra al norte de las Islas Kuriles. 

## Observaciones
Es inofensivo para los humanos. 